# 失落的秘符
《失落的秘符》（英語：The Lost Symbol），中國譯《失落的秘符》，原名《所罗门之钥》，是美国著名畅销书作家丹·布朗于2009年9月15日出版的暢銷小說。本书的主人公与2000年出版的《天使与魔鬼》、2003年出版的《達文西密碼》一样，仍是哈佛大学符号学教授罗伯特·兰登，场景设定在美國首都华盛顿特区，以共济会和希伯来古书《所罗门之钥》中的神秘符号为主题。本书已完成多年，曾被猜测于2006年付梓，但出版日期几经推迟，最终定于2009年9月15日。预计首批印刷数量将多达五百万到六百五十万本，将创下Random House首印数量之最。本书的电子版面市的日期官方尚未公布，但已开始接受预定。本书在美国和加拿大两地接受预定几个月以来接到了大量订单，丹·布朗在美国的出版商Sonny Mehta称其这部作品为“才华横溢、令人瞩目的惊悚小说”，并且“值得读者等待。”
《失落的秘符》简体中文版于2009年12月24日由人民文学出版社出版；臺灣正體中文版則於2010年1月18日由時報文化出版。

## 故事大綱
男主角羅伯·蘭登歷經在梵蒂岡和巴黎的事件後，雖然聲名大噪，卻依然過著一如往常的教學生活。
但某天，一通來自好友彼德·所羅門助理的電話，通知他前來華盛頓的美國國會大廈進行演講，不疑有他的蘭登看在好友彼德的面子上便親自到華盛頓去。
不過，在到達現場之後，蘭登便發現他是被人騙來這裡的，而且主謀還打電話給他，要求他要解決一件關於共濟會的重大秘密，否則就會對彼德下毒手，而蘭登因此必須去盡力找出這一件將會影響到好友彼德和共濟會以及美國，甚至是全人類安危的巨大機密......

## 登場人物
罗伯特·蘭登（Robert Langdon）
本作男主角，哈佛大學教授。在歷經了梵蒂岡和巴黎的事件後，而成為名人，但本人依究繼續他熱愛的教書生活。但有一天因為好友彼德的邀請而來華盛頓進行演講，卻發現自己早已經陷入一個巨大的陰謀之中。
凱薩琳·所羅門（Katherine Solomon）
本作女主角，科學家，彼得·所羅門的妹妹。曾經跟蘭登有過一段戀情，長相相當美麗。在兄長的幫助下，於史密森博物館後園中心第五管區研究意念科學並且有了重大突破，但卻因為她的研究結果而招來了可怕的危險。
柴克瑞·所羅門（Zachary Solomon）
彼得的兒子，從小叛逆。於十八歲生日那天得到所羅門繼承權後離家出走，揮霍度日，而後於土耳其因夾帶毒品入獄，於獄中被毆打致死。
彼得·所羅門（Peter Solomon）
蘭登的好友，是名大富翁、慈善家，也是共濟會的高層之一。因為知悉一個關於共濟會，甚至是古代所流傳下來的重大秘密而遭到綁架並且有死亡的危險。小说中称在维基百科上有关于他的条目。
井上·佐藤（Inoue Sato）
日裔美籍女性，二次大戰期間出生，中央情報局保安處處長。體型嬌小，瘦弱，還因為喉癌手術而在喉嚨上有一道可怕的疤痕。智力非凡而且相當有威嚴，並且是一名很堅決的愛國者，在中情局中掌握相當大的權力。
一開始就知道蘭登所陷入的陰謀而且強迫蘭登與她合作，認為此次的秘密如果被揭開將會造成世界的危機。
馬拉克（Mal'akh）
光頭，體格健壯且全身刺滿刺青的男人。本次事件的主謀，企圖奪得共濟會所保有的巨大秘密力量。曾於數年前侵入所羅門家，奪取共濟會的秘密，但是未成功，且殺害了彼得的母親。而後被彼得擊中掉入河中，並奇蹟生還，展開復仇。
華倫·貝拉米（Warren Bellamy）
國會建築師，非裔美籍男性。為彼得的好友，也是共濟會會員之一。為了好友的安危，將蘭登帶離佐藤的控制並且與他一起和歹徒周旋。

## 改編作品

### 已取消的电影
美国娱乐杂志《Variety》称，哥伦比亚影业将拍摄《失落的秘符》的同名电影。2013年7月，宣布他們會改編《地獄》，而不是《失落的符號》，於2016年上映。